# Miss & Mister Deaf International
Miss & Mister Deaf International (MMDI) là một cuộc thi sắc đẹp quốc tế trao vương miện cho nữ giới khiếm thính "Miss Deaf International", nam giới khiếm thính "Mister Deaf International", Người chuyển giới khiếm thính "Queen Deaf International" và phụ nữ đã cao tuổi khiếm thính "Mrs Deaf International" hàng năm.

## Danh sách Người chiến thắng
| Thời gian | Địa điểm                | Hoa hậu Khiếm thính Quốc tế   | Nam vương Khiếm thính Quốc tế | Nữ hoàng Khiếm thính Quốc tế   | Quý bà Khiếm thính Quốc tế        |
| --------- | ----------------------- | ----------------------------- | ----------------------------- | ------------------------------ | --------------------------------- |
| 13/7/2019 | Saint Petersburg, · Nga | Kemmonye Mamatsits · Botswana | Ajith Kumar · Ấn Độ           | Không trao giải                | Không trao giải                   |
| 14/7/2018 | Đài Bắc · Đài Loan      | Natalia Colombo · Ý           | Mergim Noshaj · Kosovo        | Somporn Kaewkeod · Thái Lan    | Bussara Sangkrut Okada · Thái Lan |
| 15/7/2017 | Paris · Pháp            | Céline Cornia · Bỉ            | Mateusz Borowski · Ba Lan     | Không trao giải                | Không trao giải                   |
| 2016      | Las Vegas, · Hoa Kỳ     | Iwona Cichosz · Ba Lan        | Calvin Vogefu Musalia · Kenya | Somsakul Thongfaung · Thái Lan | Không trao giải                   |
| 5/8/2014  | London, · Anh Quốc      | YeJin Kim · Hàn Quốc          | Aarron Loggins · Hoa Kỳ       | Không trao giải                | Không trao giải                   |
| 31/7/2013 | Sofia · Bulgaria        | Laís Gonçalves · Brasil       | Rafael Grombelka · Đức        | Không trao giải                | Không trao giải                   |
| 27/7/2012 | Ankara · Thổ Nhĩ Kỳ     | Natalia Ryabova · Belarus     | Cevat Şimşek · Thổ Nhĩ Kỳ     | Không trao giải                | Không trao giải                   |
| 16/7/2011 | Orlando · Hoa Kỳ        | Cassandra Whyte · Jamaica     | Không trao giải               | Không trao giải                | Không trao giải                   |
| 31/7/2010 | Las Vegas, · Hoa Kỳ     | Julie Abbou · Pháp            | Không trao giải               | Không trao giải                | Không trao giải                   |